# 恰拉拉
恰拉拉（Chalala），是印度古吉拉特邦安雷利县的一个城镇。

## 人口
该地2001年总人口16,915人，其中男性8,659人，女性8,256人；0－6岁人口2,040人，其中男1,098人，女942人；识字率69.18%，其中男性为76.23%，女性为61.77%。
2011年人口16,721。